# 허클베리리지 응회암
허클베리리지 응회암(Huckleberry Ridge Tuff)은 부분적으로 미국 와이오밍주 옐로스톤 국립공원에 있으며, 서쪽으로 아이다호주 아일랜드파크 지역까지 뻗어 있는 아일랜드파크 칼데라를 형성한 허클베리리지 분화로 생성된 대규모 응회암층이다. 2,450 km3 (590 cu mi)에 달하는 양의 분출 물질은 옐로스톤 열점 역사상 가장 큰 분출 중 하나로 알려져 있다. 210만 년 전 발생한 이 분출은 옐로스톤 열점에서 세 번째로 최근에 발생한 대규모 칼데라 형성 분출이다. 이후 메이사폴스 응회암과 라바크리크 응회암 분출이 있었다.
이 분출은 수십 년 간격으로 3단계에 걸쳐 발생했을 가능성이 높다.

## 같이 보기
- 옐로스톤 칼데라
- 스네이크강 평원
- 아일랜드파크 칼데라
- 헨리스포크 칼데라